# Chaining
Chaining (englisch für Verketten) ist ein Begriff der instrumentellen Konditionierung, einer behavioristischen Lerntheorie. Er bezeichnet das schrittweise Erlernen einer komplexen neuen Verhaltensweise durch Verkettung einfacherer Teile. Chaining-Techniken werden in der Verhaltenstherapie, aber auch in der Tierdressur eingesetzt.
Das Zielverhalten wird in einzelne Abschnitte aufgespalten und diese einzeln geübt, bis sie vollständig erlernt wurden. Wie beim Auffädeln von Perlen dienen die bereits erlernten Sequenzen als Grundlage für die komplexe Abfolge von einzelnen Verhaltensschritten. Dabei kann man mit dem ersten Teilschritt beginnen und diesen schrittweise verlängern (forward chaining) oder man beginnt mit dem letzten Teilschritt, addiert den vorletzten Teilschritt usw. (backward chaining).

## Beispiel für forward chaining
Soll beispielsweise ein Zirkustiger lernen, durch einen brennenden Reifen zu springen, so verlockt der Dompteur ihn zunächst mit Futter (einem sogenannten "primären Verstärker") dazu, auf Kommando auf das Startpodest zu springen. Wenn dieser erste Schritt sicher beherrscht wird, kommt der Sprung von diesem Podest auf ein zweites dazu. Der Sprung auf das erste Podest wird jetzt nicht mehr verstärkt, nur noch die jetzt zweiteilige Sequenz. Als drittes kommt der Sprung vom ersten zum zweiten Podest durch einen nicht brennenden Reifen hinzu. Verstärkt wird wiederum nur die Gesamtsequenz; springt der Tiger am Reifen vorbei, gibt es keine Belohnung. Schließlich addiert man noch den Sprung vom Startpodest durch den brennenden Reifen auf das Landepodest.
Somit dient jede gelungene Verhaltenssequenz als positiver Verstärker, während eine nicht gelungene Verhaltenssequenz Anlass ist, das spätere Zielverhalten mehrfach hintereinander zu üben, bis das Individuum gelernt hat und das gewünschte Verhalten zeigt. Dieses wird durch die positive Bestrafung, das wiederholte Üben, erreicht. Negative Verstärker wie zum Beispiel das Wegfallen des Übens bestärken stattdessen das Individuum in seinem Verhalten und festigen dieses.

## Beispiel für backward chaining
Hierbei werden die erwünschten Verhaltensweisen in mehrere Teilglieder zerlegt. Eine Hilfsperson erledigt alle Teilglieder bis auf den letzten. Dieser wird durch den Lernenden erledigt und durch die Hilfsperson verstärkt.
Wenn zum Beispiel ein Kind lernen soll, den Reißverschluss einer Jacke zuzumachen, macht der Erzieher zunächst den Reißverschluss ganz zu. Danach lässt er fünf Zentimeter offen und hilft dem Kind diesen Abschnitt zu schließen. Sobald das Kind dies selbständig kann, wird es gelobt. Im nächsten Schritt wird der Reißverschluss etwas weiter offen gelassen und gleich verfahren wie im vorigen Schritt. Schließlich wird nur noch gelobt, wenn das Kind den ganzen Reißverschluss selbstständig schließen kann.

## Einzelnachweis
1. ↑  http://www.razyboard.com/system/thread-shapingchaining-arbeitsblaetter-332009-1420528.html